# Ethel Ayler
Ethel Ayler (Whistler, 1º maggio 1930 – Loma Linda, 18 novembre 2018) è stata un'attrice statunitense.

## Filmografia parziale

### Cinema
- Come Back, Charleston Blue, regia di Mark Warren (1972)
- 9 settimane e ½ (9½ Weeks), regia di Adrian Lyne (1986)
- Dormire con rabbia (To Sleep with Anger), regia di Charles Burnett (1990)
- Guardia del corpo (The Bodyguard), regia di Mick Jackson (1992)
- La baia di Eva (Eve's Bayou), regia di Kasi Lemmons (1997)

## Teatro
Lista parziale.

- Simply Heavenly (1957)
- Jamaica (1957)
- The Cool World (1960)
- The First Breeze of Summer (1975)
- Eden (1976)
- Nevis Mountain Dew (1978)
- Fences (1987)

## Doppiatrici italiane
Nelle versioni in italiano delle opere in cui ha recitato, Ethel Ayler è stata doppiata da:
- Aurora Cancian ne La baia di Eva